# Japan Ice Hockey League 1982/83
Die Saison 1982/83 war die 17. Spielzeit der Japan Ice Hockey League, der höchsten japanischen Eishockeyspielklasse. Meister wurden zum insgesamt sechsten Mal in der Vereinsgeschichte die Ōji Eagles. Topscorer mit 69 Punkten wurde Wladimir Schadrin von Meister Ōji Eagles.

## Modus
In der Regulären Saison absolvierte jede der sechs Mannschaften insgesamt 30 Spiele. Der Erstplatzierte nach der Regulären Saison wurde Meister. Für einen Sieg erhielt jede Mannschaft zwei Punkte, bei einem Unentschieden einen Punkt und bei einer Niederlage null Punkte.

## Reguläre Saison

### Tabelle
|    | Team                                | GP | W  | L  | T | GF  | GA  | Pts |
| -- | ----------------------------------- | -- | -- | -- | - | --- | --- | --- |
| 1. | Ōji Eagles                          | 30 | 26 | 3  | 1 | 221 | 103 | 53  |
| 2. | Seibu Prince Rabbits                | 30 | 16 | 9  | 5 | 137 | 103 | 37  |
| 3. | Snow Brand Ice Hockey Club          | 30 | 12 | 12 | 6 | 124 | 151 | 30  |
| 4. | Kokudo Ice Hockey Club              | 30 | 11 | 14 | 5 | 127 | 143 | 27  |
| 5. | Jūjō Papaer Kushiro Ice Hockey Club | 30 | 6  | 18 | 6 | 113 | 169 | 18  |
| 6. | Furukawa Ice Hockey Club            | 30 | 6  | 21 | 3 | 107 | 160 | 15  |

GP = Spiele, W = Siege, L = Niederlagen, T = Unentschieden

### Topscorer
Abkürzungen: T = Tore, A = Assists, P = Punkte
|    | Spieler           | Team     | T  | A  | P  |
| -- | ----------------- | -------- | -- | -- | -- |
| 1. | Wladimir Schadrin | Ōji      | 20 | 49 | 69 |
| 2. | Scott MacLeod     | Jujo     | 31 | 27 | 58 |
| 3. | Waleri Beloussow  | Ōji      | 26 | 30 | 56 |
| 4. | B. Hariwaty       | Seibu    | 30 | 24 | 54 |
| 5. | Tsuyoshi Azuma    | Ōji      | 27 | 25 | 52 |
| 6. | Juhani Tamminen   | Kokudo   | 19 | 32 | 51 |
| 7. | Sadaki Honma      | Ōji      | 35 | 15 | 50 |
| 8. | Masayuki Ikeda    | Furukawa | 22 | 23 | 45 |
| 9. | Eduard Novák      | Furukawa | 28 | 16 | 44 |
| 9. | Sadaki Honma      | Jujo     | 23 | 21 | 44 |

## Auszeichnungen
- Most Valuable Player – Wladimir Schadrin, Ōji Eagles
- Rookie of the Year – Motoki Ebina, Kokudo Ice Hockey Club

## All-Star-Team
| Tor          | Kazuo Araya (Ōji)       | Kazuo Araya (Ōji)       | Kazuo Araya (Ōji)  | Kazuo Araya (Ōji)            | Kazuo Araya (Ōji)            | Kazuo Araya (Ōji)            |
| Verteidigung | Koji Wakasa (Ōji)       | Koji Wakasa (Ōji)       | Koji Wakasa (Ōji)  | Kazuma Tonozaki (Snow Brand) | Kazuma Tonozaki (Snow Brand) | Kazuma Tonozaki (Snow Brand) |
| Sturm        | Wladimir Schadrin (Ōji) | Wladimir Schadrin (Ōji) | Sadaki Honma (Ōji) | Sadaki Honma (Ōji)           | Tsuyoshi Azuma (Ōji)         | Tsuyoshi Azuma (Ōji)         |